# Feiïta
La feiïta és un mineral de la classe dels òxids. Rep el nom en honor de Yingwei Fei, mineralogista del Laboratori de Geofísica de la Carnegie Institution for Science, per les seves nombroses contribucions a la mineralogia d'alta pressió i a la física mineral.

## Característiques
La feiïta és un òxid de fórmula química Fe2+₂(Fe2+Ti4+)O₅. Va ser aprovada com a espècie vàlida per l'Associació Mineralògica Internacional l'any 2018, sent publicada en el mes de març de 2021. Cristal·litza en el sistema ortoròmbic.
L'exemplar que va servir per a determinar l'espècie, el que es coneix com a material tipus, es troba conservat a la col·lecció de meteorits marcians E. Stolper de la divisió de ciències geològiques i planetàries de l'Institut Tecnològic de Califòrnia, a Pasadena (Califòrnia).

## Formació i jaciments
Va ser descoberta al meteorit marcià Shergotty, un meteorit caigut sobre el districte de Gaya (Bihar, Índia) el 25 d'agost de 1865. Aquest meteorit és l'únic indret on ha estat descrita aquesta espècie mineral.